# 警察用船舶
本項では、日本の警察の船舶について述べる。警察庁では警察用船舶（当初は警察用舟艇）、警視庁や一部の警察本部では警備艇と称しており、また警察艇とも通称される。

## 江戸・明治時代
江戸幕府では、戦国大名時代に徳川氏の傘下に入った海賊衆を起源として、船手頭に率いられた水軍が設置されていた。これはもともと軍事組織だったものの、大坂の陣以降は実戦参加の機会もなく、1635年の武家諸法度の改正による大船建造の禁の発効によって外洋行動能力を喪失し、近世後期の段階では実効的な戦闘能力を失って、実質的には水上警察となっていた。
その後、黒船来航を受けて、横浜では1855年から御用船10隻による洋上警戒が開始されており、1859年に横浜港が開港すると、幕府は警吏として上番、下番及び同心を置いて警戒勤務に充当した。外国船の出入港増加を受けて、明治維新後の1873年には、邏卒20名を港邏卒とし、巡邏船を備えて、港内の巡回警邏にあたった。
また東京港でも、1877年2月、海軍省と三菱汽船から乗員ごと借りうける形で、蒸気船2隻が東京警視本署に配備された。これが東京の警察が専用船を配備した初の例であったが、翌月には仁風丸と明快丸という中古船2隻の取得に成功したことから、最初の2隻は早々に所有者に返還された。しかし仁風丸は老朽化が深刻でわずか1年で廃船となったことから、蒸気船は明快丸の1隻のみとなった。1877年には端艇4隻も配備されていたことから、これらは汽船の補助として活躍した。1879年には京橋区に水上警察署（後の東京水上警察署）も設置され、蒸気船2隻と端艇8隻が配備された。
当時、警察用の蒸気船は巡邏船と称されており、船体には黒と赤の横線が入れられていた。当時、警察が消防を兼任しており、専用の消防艇は配備されていなかったことから、船火事の消火活動にもあたっていた。1885年、警視庁待望の初の新造巡邏船として、石川島造船所で第一号明快丸が竣工した。また1887年には、緒明造船所で第二号明快丸が竣工し、これによって、1隻で孤軍奮闘していた初代の明快丸はやっと除籍となった。これら2隻の明快丸は警察艇の主力として活躍したものの、第一号明快丸は1910年、第二号明快丸は1907年に、いずれも台風の水害警戒中の事故で失なわれた。

## 大正・昭和前期
大正時代になると、自動車のエンジンを舶載化したモーターボートが登場し、自動車になぞらえて「自動艇」と称されていた。警視庁でも1912年（大正元年）から採用を開始しており、昭和期以降の警察用船舶ではこちらが主力になっていった。いずれも1～4総トン足らずの小型艇だったが、従来の蒸気機関よりも起動性に優れ、任務に適した艇であった。この時期に、日本の警察用船舶の基本が確立された、と評価されている。1923年の関東大震災では、警視庁の船舶のうち2隻を焼失したものの、近隣の漁業組合から船を借り受けるなどして、93,000人を救助し、水死体2,336柱を収容した。
一方、少数ながら蒸気船の運用も継続された。1925年に新造された弥生丸は56.7総トンと大きく、水上警察署を代表する船であった。佃の渡しなど75か所に及ぶ渡船場の取締りに従事したが、即応性に優れた自動艇の普及によって使用機会が激減し、1939年に廃船となった。また1927年には、大日本帝国海軍を退役した春雨型駆逐艦「有明」が警察所有となったが、大きな船体と起動に手間どる蒸気機関を持て余し、船齢20年以上という老朽船だったこともあって、わずか1年で廃船になった。なお同船は、現在に至るまで、警察用船舶としては最大の記録を維持している。
太平洋戦争中には燃料不足のため活動が制約されたものの、日本本土空襲の際には消火や水難者の救助、収容に活躍した。戦争中、警視庁の船舶に直接の被害はなかったが、終戦当時保有していた12隻のうち、稼働状態にあったのは6隻に過ぎなかった。また日本の降伏後には、占領軍兵士がプライベート用として勝手に8隻を持ち出して、一部は回収できずに行方知れずとなる事件もあった。

## 昭和時代後期

1956年に1899年制定の旗を改正した水上警察旗。

警視庁では、1945年から1949年までにかけて、旧海軍の機動艇、自動艇、和船型発動機船（チャカ）計21隻を購入し、戦後の混乱に備えていた。全国的に見ると、昭和24年度の国家地方警察の舟艇の保有状況は、機関搭載のもの40隻、艪または櫂によるもの4隻の計44隻であった。またほぼ同時期、全国の自治体警察の合計として、機関搭載のもの169隻、艪または櫂によるもの45隻を保有していた。
その後、1954年の警察法の全部改正で国家地方警察と自治体警察が統合され、警察庁と都道府県警察本部に再編されるのにあわせて、警察用舟艇の購入・配分は、警察庁が直接国費で行うことになった。同年7月に警察用舟艇が警察庁の管理に統合された際、数的には計168隻が在籍していたものの、その2/3までが5トン未満の小型艇で、老朽船も多く、性能的にも劣弱で、極めて不十分な状況であった。
1956年の時点で、東京・川崎・横浜・名古屋・大阪・神戸・下関・門司・若松・博多の10ヶ所に水上警察署が設置されていたが、就役船は全部で18隻程度で、5か所の水上警察署では使用可能な舟艇を1隻ももたないという状況であった。このことから、まず水上警察署を重点とした舟艇の整備が進められ、1959年には、中型艇27隻を含めて計64隻の舟艇が配置されるに至った。このように水上警察署の体制が整ったことから、昭和35年度からはその他の舟艇の整備へと軸足が移された。しかし老朽更新が主体となり、数的な増強は進まなかった。
昭和40年代後半には、高度経済成長とともに港湾の整備が進み、これに伴って、警察用舟艇も質量両面での充実が求められるようになった。1972年の沖縄返還に伴い、琉球政府が所有していた16メートル型警備艇5隻が国有とされて沖縄県警察に配置され、警察用舟艇の合計数は178隻となった。また全日空羽田沖墜落事故や大規模船舶事故を踏まえて、昭和48年度では、従来の水準を大きく上回る有力な警察用舟艇として2代目「ふじ」が建造され、1974年、警視庁に配備された。これは54総トン、全長21メートルで、エンジン2基によって20.8ノットを発揮した。定員32名で冷暖房装置を備え、レーダーも備えていた。

## 平成時代以降
現在では、警察用船舶は、全長に応じて下記の5タイプに分類されている。
| 船種         | 全長                           | 活動水域                                                | 配備数 (平成26年度末現在) |
| ------------ | ------------------------------ | ------------------------------------------------------- | ------------------------- |
| 23メートル型 | 23メートル以上                 | 島嶼部、離島を含む沿海区域まで                          | 14隻                      |
| 20メートル型 | 19メートル以上、23メートル未満 | 離島を含む沿海区域まで                                  | 3隻                       |
| 17メートル型 | 15メートル以上、19メートル未満 | 離島を含む沿海区域まで                                  | 43隻                      |
| 12メートル型 | 10メートル以上、15メートル未満 | 沿海区域より平水区域の多い水域 (波風中程度の水域)       | 48隻                      |
| 8メートル型  | 10メートル未満                 | 小規模な港湾、河川、湖沼等の平水区域 (波風が平穏な水域) | 51隻                      |

これらのうち、23メートル型は、特に密航・密入国、密漁事犯などの海上犯罪対策、災害対策、重要防護施設の警備・警戒、離島連絡等の水上警察活動に重点をおいている。また12メートル型と8メートル型は、落水者の救助や遺体揚収のためのトランサムリフトを装備している。
なお、同様に海上犯罪の取締りにあたっている海上保安庁との分担としては、一般的には河川は警察、港区外は海上保安庁、港内は両者が協議して担当を決めるが、警察になることが多いとされる。

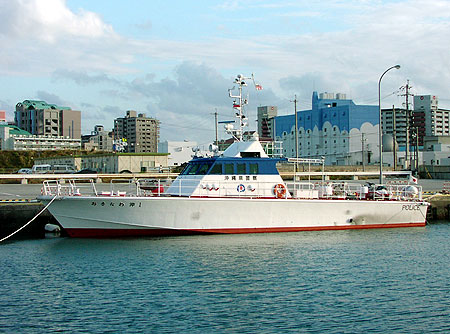
沖縄県警察「おきなわ」(23m型)
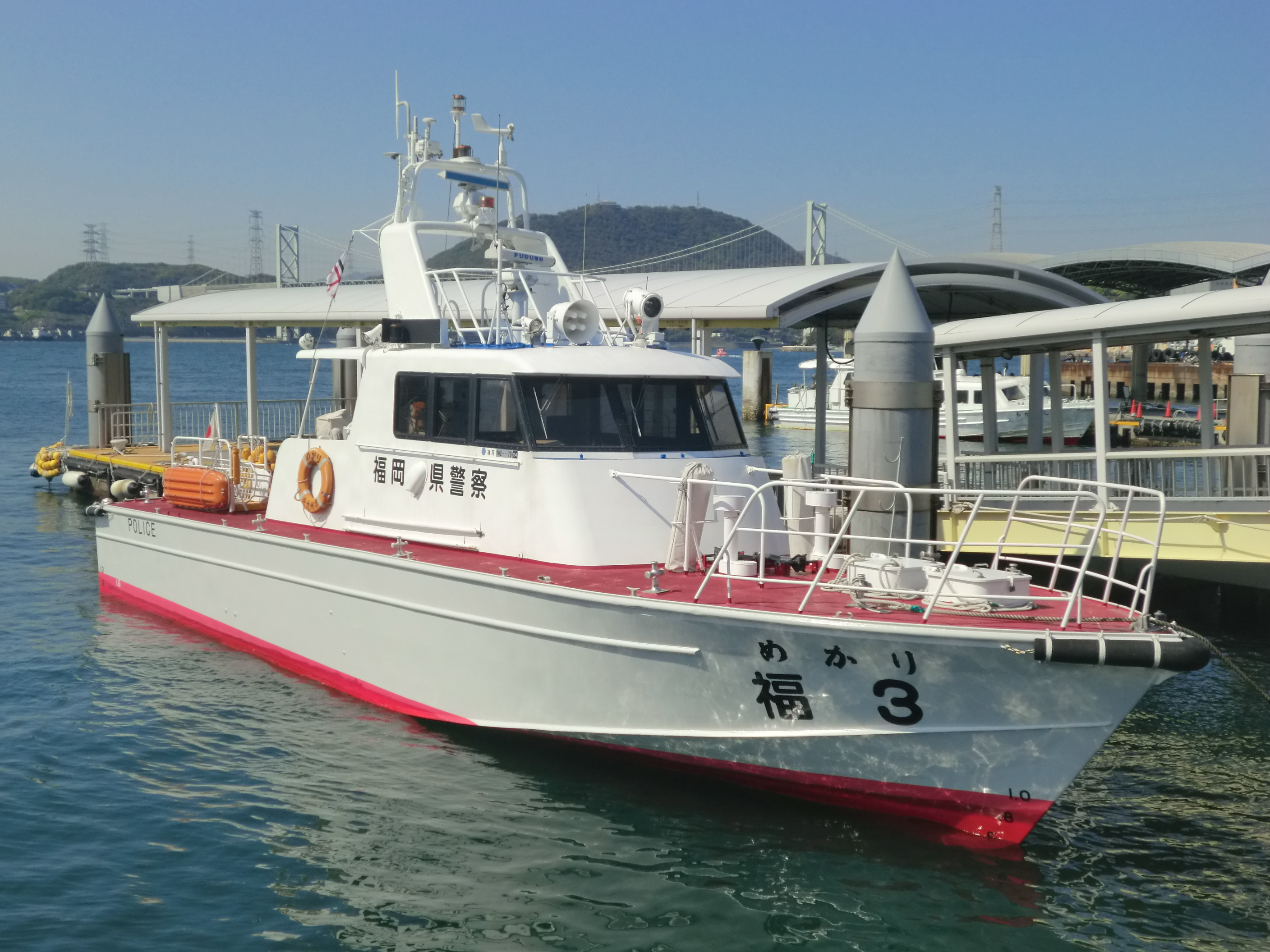
福岡県警察「めかり」(17m型)
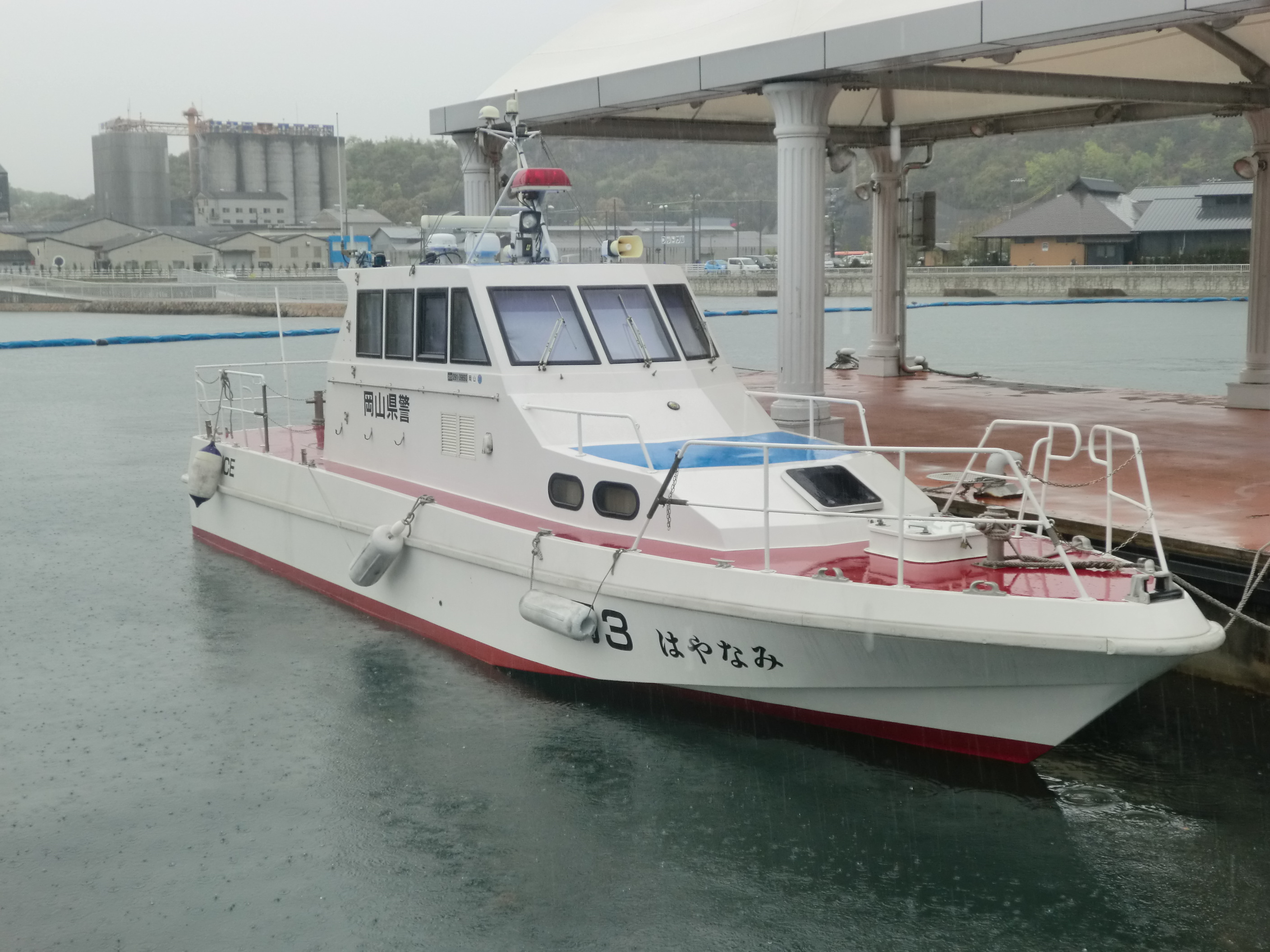
岡山県警察「はやなみ」(12m型)
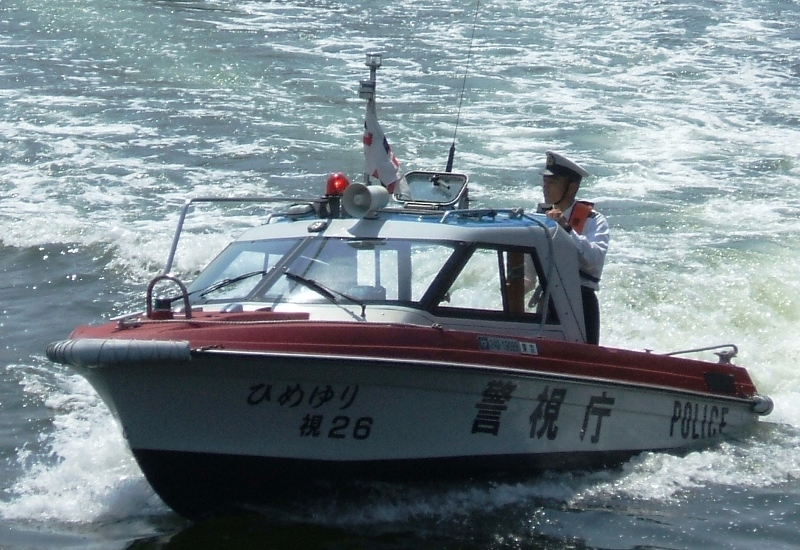
警視庁「ひめゆり」(8m型)